# 野々原ちき
野々原 ちき（ののはら ちき）は、日本の漫画家、同人作家。
主に4コマ漫画を執筆している。荒井チェリーとの合同サークル「ずんだもち姉妹」においても、オリジナルを中心とした作品を発表している。

## 作品リスト

### 連載終了
- そにコマ（『コミック アース・スター』アース・スター エンターテイメント、既刊1巻）
- もんぺガール小梅（『まんがタイムスペシャル』芳文社）
- 君がボク／僕がキミ（『まんがタイムきららキャラット』芳文社）
- 姉妹の方程式（『まんがタイムきらら』芳文社、全4巻）2003年5月号 - 2007年12月号
- そらのひとひら（『月刊ガンガンWING』スクウェア・エニックス、既刊1巻） - 未完。
- 瓶詰びん子ちゃん（『電撃の瓶詰』アスキー・メディアワークス）
- となりのだんな様（『月刊コミック電撃大王』メディアワークス、全1巻）
- ファミレス☆スマイル（『まんがタイムきららフォワード』芳文社）
- とりねこ（『まんがタイムきららフォワード』芳文社、全1巻）
- メロ3!（『まんがタイムきらら』芳文社、全2巻）2008年3月号 - 2010年8月号　※初出は『まんがタイムきららMAX』（芳文社）2008年2月号
- A-00ab（えーのぜろぜろえーびー）（『まんが4コマぱれっと』一迅社、全1巻）
- ぼくとことりちゃん（『まんがくらぶオリジナル』竹書房、全1巻）2013年5月号ゲスト・9月号 - 2014年12月号　※ゲスト作「ぼくのことりちゃん」を改題

### アンソロジー
- 双葉社 4コマまんが王国シリーズ
- 光文社 4コマギャグバトルシリーズ
- 光文社「火の玉ゲームコミック」『ペルソナ2罰イノセントチルドレン アンソロジー』
- 光文社「火の玉ゲームコミック」『ファイアーエムブレム聖戦の系譜 ギャグパラダイス』
- 芳文社 けいおん!アンソロジーコミック（1）

### イラスト
- ナツメ社 史上最強図解 これならわかる！三角関数
- ケイブンシャ ハイパーヨーヨートリックマスター大百科